# Africký fotbalista roku

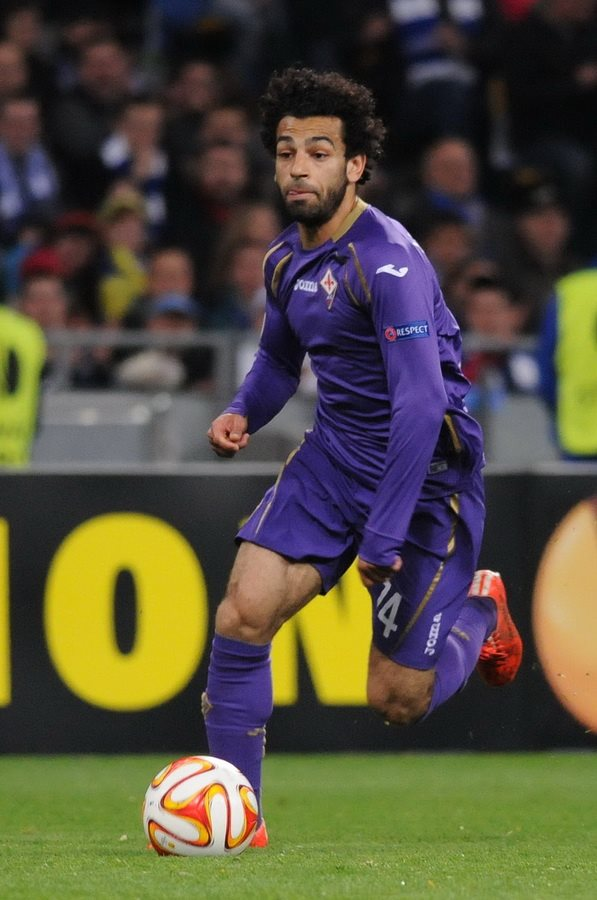
Mohamed Salah, vítěz za roky 2017 a 2018

Africký fotbalista roku je ocenění, které od roku 1992 každoročně uděluje africká konfederace CAF nejlepšímu africkému fotbalistovi. V letech 1970 až 1994 byl nejlepší africký fotbalista vybírán francouzským magazínem France Football. V letech 1992 až 1994 se tyto ceny udělovaly souběžně, z toho jen v roce 1992 byl shodný vítěz, v dalších letech zvítězili Abédi Pelé a George Weah podle časopisu France Football a Rashidi Yekini a Emmanuel Amunike podle CAF.
V únoru 2008 získal toto ocenění malijský reprezentant Frédéric Kanouté, který se tak stal prvním oceněným hráčem v historii, který se nenarodil na africkém kontinentě. Kanouté se narodil ve Francii, ale občanství získal díky tomu, že jeho otec pocházel z Mali.

## Vítězové ceny France Football (1970–1994)
| Ročník | Jméno              | Národnost              | Klub                               |
| ------ | ------------------ | ---------------------- | ---------------------------------- |
| 1970   | Salif Keïta Traoré | Mali                   | AS Saint-Étienne                   |
| 1971   | Ibrahim Sunday     | Ghana                  | Asante Kotoko SC                   |
| 1972   | Chérif Souleymane  | Guinea                 | Hafia FC                           |
| 1973   | Bwanga Tshimen     | Zair                   | TP Mazembe                         |
| 1974   | Paul Moukila       | Lidová republika Kongo | CARA Brazzaville                   |
| 1975   | Ahmed Faras        | Maroko                 | Chabab Mohammédia                  |
| 1976   | Roger Milla        | Kamerun                | Tonnerre Yaoundé                   |
| 1977   | Tarak Dhiab        | Tunisko                | Espérance Sportive de Tunis        |
| 1978   | Abdul Razak        | Ghana                  | Asante Kotoko SC                   |
| 1979   | Thomas N’Kono      | Kamerun                | Canon Yaoundé                      |
| 1980   | Jean Manga-Onguene | Kamerun                | Canon Yaoundé                      |
| 1981   | Lachdar Belloumi   | Alžírsko               | GC Mascara                         |
| 1982   | Thomas N’Kono      | Kamerun                | Canon Yaoundé                      |
| 1983   | Mahmoud El-Khatib  | Egypt                  | Al-Ahly SC                         |
| 1984   | Théophile Abega    | Kamerun                | Canon Yaoundé Toulouse FC          |
| 1985   | Mohammed Timoumi   | Maroko                 | ASFAR Rabat                        |
| 1986   | Ezzaki Badou       | Maroko                 | Wydad Casablanca RCD Mallorca      |
| 1987   | Rabah Madžer       | Alžírsko               | FC Porto                           |
| 1988   | Kalusha Bwalya     | Zambie                 | Cercle Brugge KSV PSV Eindhoven    |
| 1989   | George Weah        | Libérie                | AS Monaco                          |
| 1990   | Roger Milla        | Kamerun                | Volný hráč                         |
| 1991   | Abédi Pelé         | Ghana                  | Olympique Marseille                |
| 1992   | Abédi Pelé         | Ghana                  | Olympique Marseille                |
| 1993   | Abédi Pelé         | Ghana                  | Olympique Marseille Olympique Lyon |
| 1994   | George Weah        | Libérie                | Paris Saint-Germain FC             |

## Vítězové ceny CAF (od roku 1992)
| Ročník    | Jméno                                             | Národnost                                         | Klub                                              |
| --------- | ------------------------------------------------- | ------------------------------------------------- | ------------------------------------------------- |
| 1992      | Abédi Pelé                                        | Ghana                                             | Olympique Marseille                               |
| 1993      | Rashidi Yekini                                    | Nigérie                                           | Vitória FC                                        |
| 1994      | Emmanuel Amunike                                  | Nigérie                                           | Zamalek SC Sporting CP                            |
| 1995      | George Weah                                       | Libérie                                           | Paris Saint-Germain FC AC Milán                   |
| 1996      | Nwankwo Kanu                                      | Nigérie                                           | AFC Ajax FC Inter Milán                           |
| 1997      | Victor Ikpeba                                     | Nigérie                                           | AS Monaco                                         |
| 1998      | Mustapha Hadji                                    | Maroko                                            | Deportivo de La Coruña                            |
| 1999      | Nwankwo Kanu                                      | Nigérie                                           | Arsenal FC                                        |
| 2000      | Patrick M’Boma                                    | Kamerun                                           | Cagliari Calcio Parma Calcio 1913                 |
| 2001      | El Hadji Diouf                                    | Senegal                                           | RC Lens                                           |
| 2002      | El Hadji Diouf                                    | Senegal                                           | RC Lens Liverpool FC                              |
| 2003      | Samuel Eto'o                                      | Kamerun                                           | RCD Mallorca                                      |
| 2004      | Samuel Eto'o                                      | Kamerun                                           | RCD Mallorca FC Barcelona                         |
| 2005      | Samuel Eto'o                                      | Kamerun                                           | FC Barcelona                                      |
| 2006      | Didier Drogba                                     | Pobřeží slonoviny                                 | Chelsea FC                                        |
| 2007      | Frédéric Kanouté                                  | Mali                                              | Sevilla FC                                        |
| 2008      | Emmanuel Adebayor                                 | Togo                                              | Arsenal FC                                        |
| 2009      | Didier Drogba                                     | Pobřeží slonoviny                                 | Chelsea FC                                        |
| 2010      | Samuel Eto'o                                      | Kamerun                                           | FC Inter Milán                                    |
| 2011      | Yaya Touré                                        | Pobřeží slonoviny                                 | Manchester City FC                                |
| 2012      | Yaya Touré                                        | Pobřeží slonoviny                                 | Manchester City FC                                |
| 2013      | Yaya Touré                                        | Pobřeží slonoviny                                 | Manchester City FC                                |
| 2014      | Yaya Touré                                        | Pobřeží slonoviny                                 | Manchester City FC                                |
| 2015      | Pierre-Emerick Aubameyang                         | Gabon                                             | Borussia Dortmund                                 |
| 2016      | Rijád Mahriz                                      | Alžírsko                                          | Leicester City FC                                 |
| 2017      | Mohamed Salah                                     | Egypt                                             | Liverpool FC                                      |
| 2018      | Mohamed Salah                                     | Egypt                                             | Liverpool FC                                      |
| 2019      | Sadio Mané                                        | Senegal                                           | Liverpool FC                                      |
| 2020      | vítěz se kvůli koronavirové pandemii nevyhlašoval | vítěz se kvůli koronavirové pandemii nevyhlašoval | vítěz se kvůli koronavirové pandemii nevyhlašoval |
| 2021      | vítěz se kvůli koronavirové pandemii nevyhlašoval | vítěz se kvůli koronavirové pandemii nevyhlašoval | vítěz se kvůli koronavirové pandemii nevyhlašoval |
| 2021/2022 | Sadio Mané                                        | Senegal                                           | Liverpool FC                                      |
| 2023      | Victor Osimhen                                    | Nigérie                                           | SSC Neapol                                        |
| 2024      | Ademola Lookman                                   | Nigérie                                           | Atalanta BC                                       |

## Nejvíce ocenění

### Fotbalista
| Počet ocenění | Jméno          |
| ------------- | -------------- |
| 4             | Samuel Eto'o   |
| 4             | Yaya Touré     |
| 3             | Abédi Pelé     |
| 3             | George Weah    |
| 2             | Didier Drogba  |
| 2             | El Hadji Diouf |
| 2             | Roger Milla    |
| 2             | Thomas N’Kono  |
| 2             | Nwankwo Kanu   |
| 2             | Mohamed Salah  |
| 2             | Sadio Mané     |

### Podle národnosti
| Počet ocenění | Národnost         |
| ------------- | ----------------- |
| 11            | Kamerun           |
| 7             | Nigérie           |
| 6             | Pobřeží slonoviny |
| 5             | Ghana             |
| 4             | Maroko            |
| 4             | Senegal           |
| 3             | Libérie           |
| 2             | Alžírsko          |
| 2             | Egypt             |
| 2             | Mali              |
| 1             | Gabon             |
| 1             | Guinea            |
| 1             | Republika Kongo   |
| 1             | Zambie            |
| 1             | Togo              |
| 1             | Tunisko           |
| 1             | Zair              |